# Helge Wiklund

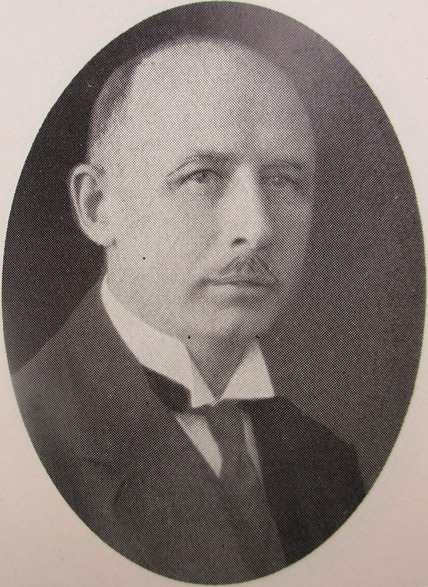
Helge Wiklund.

John Heiliger (Helge) Wiklund, född 28 november 1884 i Hudiksvall, död 26 oktober 1965 i Söderhamn, var en svensk stadskamrer. Han var bror till Ali Wiklund.
Wiklund bedrev studier vid allmänt läroverk och vid handelsskola samt studerade och praktiserade i trävarubranschen. Han blev kassör vid Hudiksvalls Trävaru AB i Bergsjö 1903, i Färila 1906, i Sveg 1907, vid Bergvik och Ala Nya AB i Ljusdal 1908, kontorschef 1913, i Söderhamn som skogschefsassistent 1917 och var stadskamrer i Söderhamn från 1919.